# Maison Ghazaleh
La maison Ghazaleh ou Ghazalé (en arabe : بيت غزالة, beit Ghazaleh), est l'une des demeures d'époque ottomane les plus grandes et qui fut pendant longtemps une des mieux conservées d'Alep. Elle porte le nom de la famille Ghazaleh qui l'a occupée pendant environ deux siècles. Utilisée comme école depuis 1914, elle a été restaurée en 2012 en vue de devenir le musée de la mémoire d’Alep. Malheureusement, deux ans plus tard, elle a été gravement endommagée par des attaques à l'été 2014, et un certain nombre de ses éléments décoratifs (notamment des boiseries) a été volé,. Sa structure a encore été touchée par le tremblement de terre de 2023.

## Historique: les origines de la maison Ghazaleh

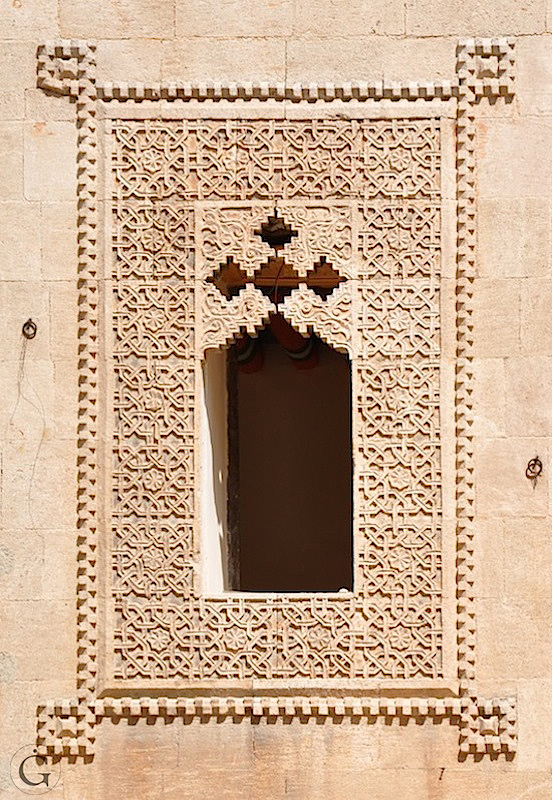
Maison Ghazaleh, fenêtre ouvragée

La maison est située à l'extrême ouest d'un vaste faubourg développé au nord de la ville à la fin de l’époque mamelouke où se mêlaient des populations diverses. Cette partie du faubourg était devenue le quartier chrétien de Jdeïdé, concentré autour de plusieurs églises. Des notables des différentes communautés chrétiennes, notamment les Arméniens spécialisés dans le commerce avec la Perse et l’Inde, y avaient leur demeure.
La maison Ghazaleh a été construite en face de deux grandes fondations en waqf musulman — instituées en 1583-1590 et en 1653 — qui constituaient le centre vital et monumental d'un grand quartier musulman et chrétien. Elle est représentative, par sa taille et la richesse de son décor, de la prospérité et du pouvoir des chrétiens à Alep au XVIIe siècle.
Les décors, œuvres d’artistes alépins, ne comportent pas de représentations figuratives d’êtres humains, non admises en général dans un contexte où chrétiens et musulmans appliquaient généralement les mêmes règles, héritées de pratiques antérieures à l’islam, mais de nombreuses inscriptions peintes mêlant sagesse populaire, poésie mystique et psaumes bibliques. La multiplicité des sources reflète une solide culture arabe et un éclectisme propre aux milieux instruits d'Alep.

## Une maison construite autour de plusieurs cours

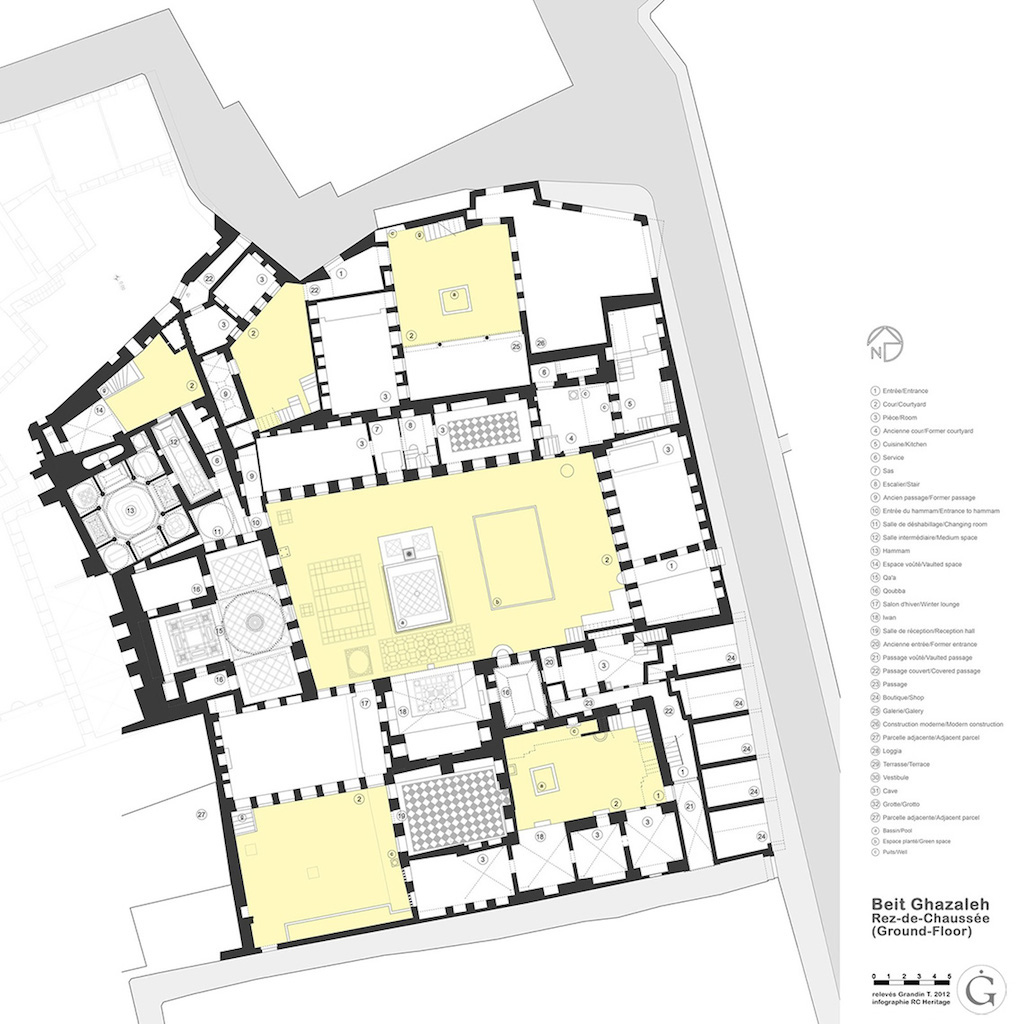
Les six cours au rez-de-chaussée (RC Heritage)

À son apogée, la maison couvrait près de 1 600 m2 au sol, dont 570 m2 occupés par six cours. Autour d'une cour principale de plus de 250 m2, élément relativement stable, la maison s'est développée ou réduite en fonction des besoins et des moyens. Sa superficie considérable ne se laisse pas soupçonner de l’extérieur.
L'entrée actuelle, aménagée au XIXe siècle depuis la rue principale à l’est, mène à la grande cour, véritable « cœur » de la maison répartissant les accès à tous les lieux. Le grand bassin de la cour avec ses jeux d’eau, vasques et cascades est précédé de dallages polychromes en marbres qui forment comme un tapis devant l’iwan.

## L'iwan

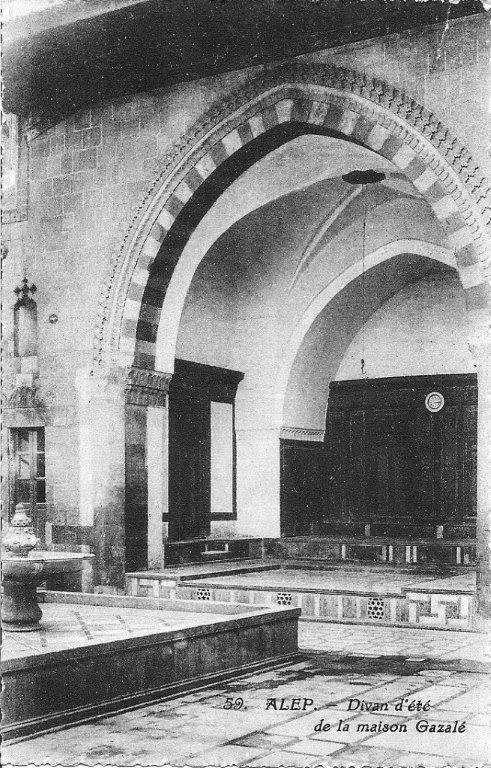
L'iwan d'été (carte postale ancienne, 1918-1922)

Un axe nord-sud traverse l’ensemble de la maison et souligne l'importance de l’iwan où il prend naissance. Il divise le dallage, le bassin et le jardin dans une géométrie précise, tandis que le reste de la cour est organisé en fonction des pièces qui la bordent et de la forme de la parcelle, sans souci de symétrie.
Tout autour de la cour principale, de nombreuses fenêtres et portes rythment les façades. Au-dessus des ouvertures, le décor en faible relief, exprime une hiérarchie des ouvertures et des pièces dont l’iwan est le sommet. Les décors en pierre de la façade de l’iwan et de ses annexes semblent dater du milieu du XVIIe siècle, comme les boiseries peintes de la qubba et les restes des boiseries de l’iwan. Celui-ci apparaît d’abord comme un élément de confort et de recherche de la fraîcheur. Il est le « centre » de la maison, son rôle est essentiel en tant qu'espace spécifique du maître de maison et signe de pouvoir.

## Les pièces autour de la cour principale

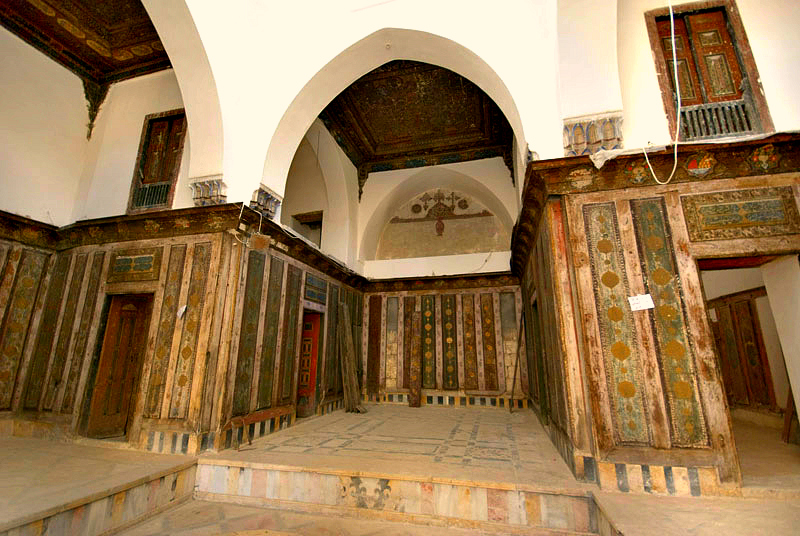
Le Qu'a de Beit Ghazaleh

Les cinq pièces rectangulaires accessibles depuis la cour étaient autrefois décorées de boiseries, aujourd'hui presque toutes perdues. La sixième pièce, à l'ouest, est une grande qâ‘a dont le plan en T, d’origine ancienne, est significatif de richesse et de pouvoir.

## La façade nord

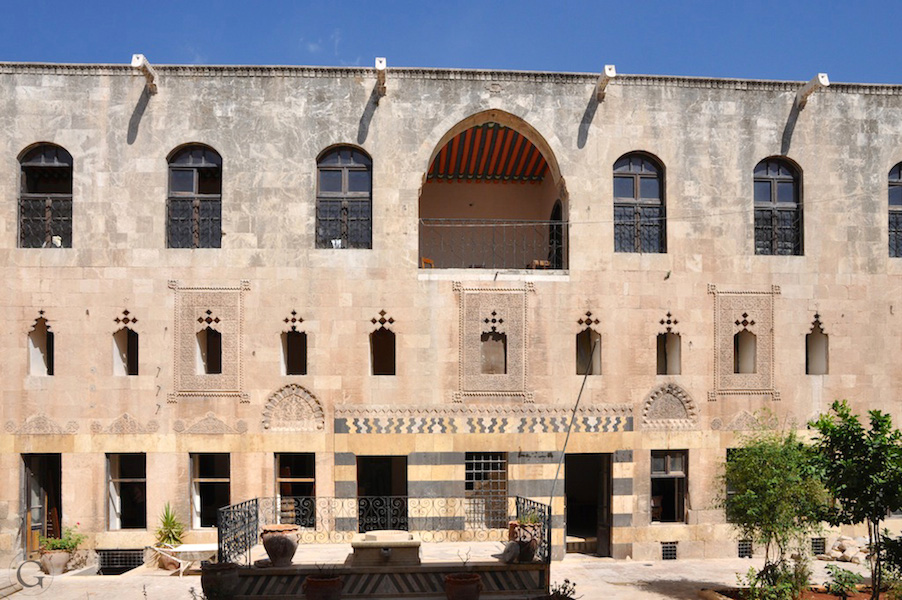
La façade nord

En face de l’iwan, la façade nord, datée de la fin du XVIIe siècle, est remarquable par son fastueux décor sans équivalent à Alep. Au centre, la partie en ablaq souligne une stricte symétrie de la façade de part et d’autre, tandis que l'organisation des espaces intérieurs ne suit pas la même organisation. Le riche décor intérieur de la grande pièce de l’aile orientale, partiellement réaménagée au XIXe siècle, est daté de 1691 par une inscription et semble convenir à une fonction d'apparat.
Le décor comprend quatre registres d’inscriptions : 
- le psaume 91[12] de la Bible orne la corniche du plafond,
- le texte de la corniche des lambris est une anthologie de maximes populaires,
- les quinze panneaux en imposte au-dessus des ouvertures reproduisent un poème de Abû al-Fath al-Bustî (poète d’origine persane du XIe siècle de l’ère chrétienne) et abordent les thèmes de la condamnation des excès et du superflu, des réflexions sur les relations humaines, de la nécessité de recourir à l’aide de Dieu, et de la nécessité d’être maître de son corps et de perfectionner son cœur et son esprit,
- les inscriptions au-dessus des niches du côté nord sont des vers d’al-Mutanabbi (poète arabe du Xe siècle de l’ère chrétienne) parlant de l’honneur, de la sagesse et de l’ignorance.

## Les sols

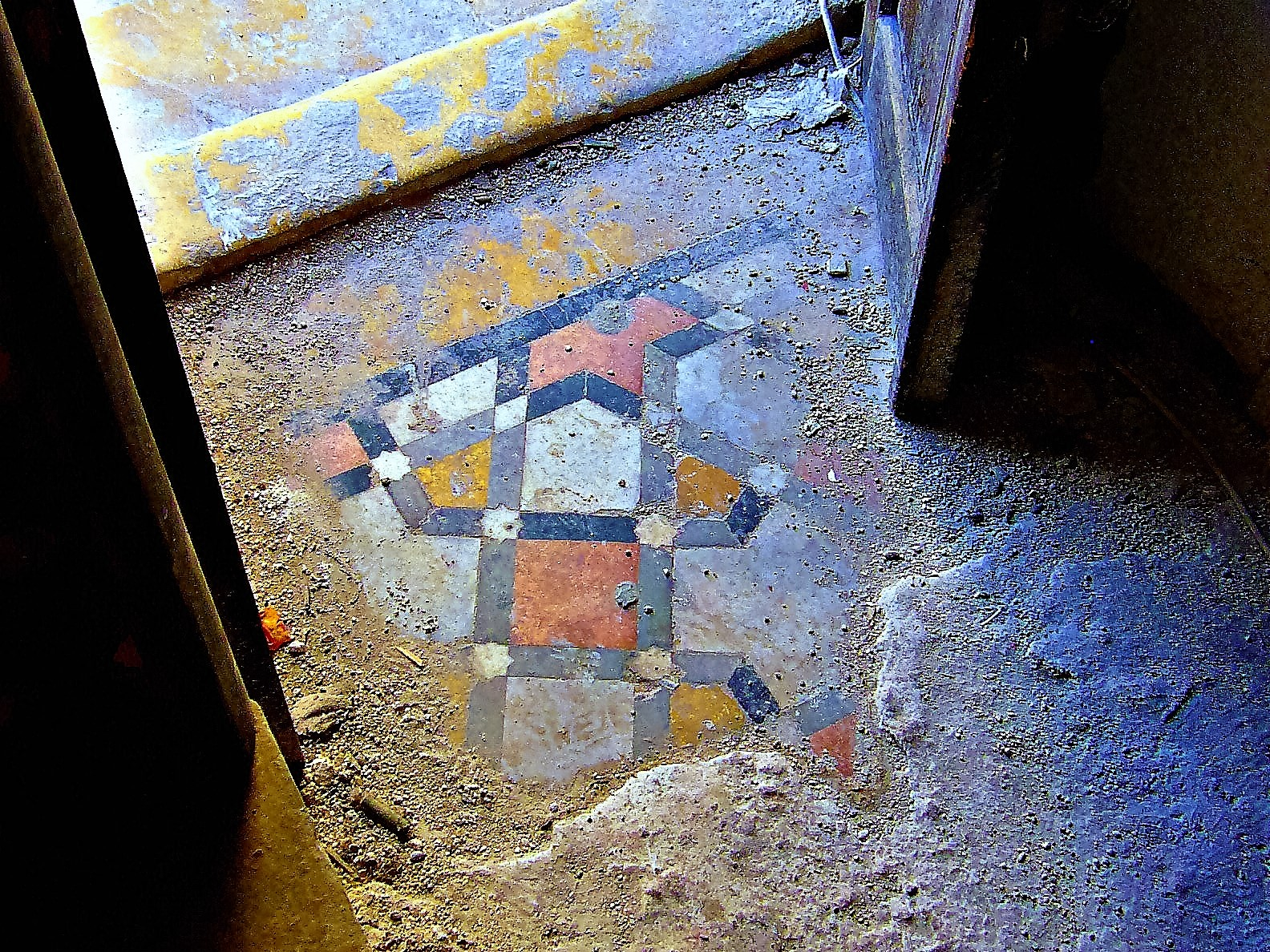
Sols de la maison avant rénovation

Le sol de cette pièce, ainsi que celui de plusieurs autres, a conservé son organisation ancienne à deux niveaux. Les espaces où on se tient debout et où on circule, les couloirs et les ‘atabé-s, sont à peu près au même niveau que la cour. Le reste de la pièce, recouvert de nattes et de tapis, est à une cinquantaine de centimètres plus haut. La ligne du regard et la hauteur des coussins déterminent la hauteur des allèges et la hauteur des fenêtres et donc l’organisation intérieure et extérieure des façades.

## L'aile ouest

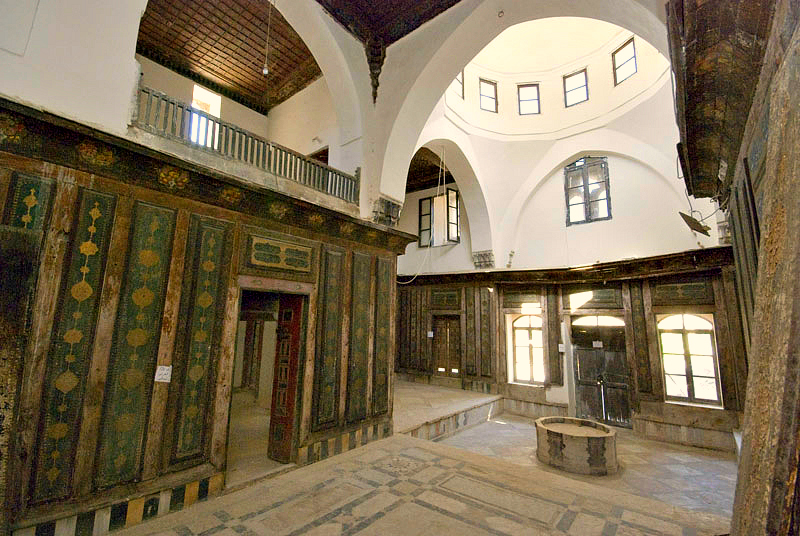
Le grand qâ‘a de Beit Ghazaleh

L'angle sud-ouest de la cour et l'aile ouest semblent avoir été entièrement reconstruits vers 1737. Trois espaces essentiels y sont regroupés : une très grande pièce rectangulaire équipée d’une cheminée, une grande qâ‘a et un hammam. La grande qâ‘a à plan en T comprend trois iwan-s plafonnés encadrant une ‘ataba avec un petit bassin octogonal en son centre, couverte d’une coupole. Le quatrième côté de la ‘ataba est une façade ouverte sur la cour. Le décor intérieur comprend des dallages à dessin géométrique et des panneaux de bois à décor peint décorés de coupes de fruits et de bouquets dans des vases. Les lambris, de styles différents, peuvent être des réemplois comme les trois plafonds richement décorés. La qâ‘a comporte deux registres d’inscriptions. Le poème calligraphié sur les impostes (louange au maître de maison) commence par un discours sur le vin et se termine avec la dédicace et le nom de Jirjis et la date de 1737. Les inscriptions des plafonds sont une louange à la Vierge, poème d’amour à la manière des textes mystiques soufis.

## Le hammam

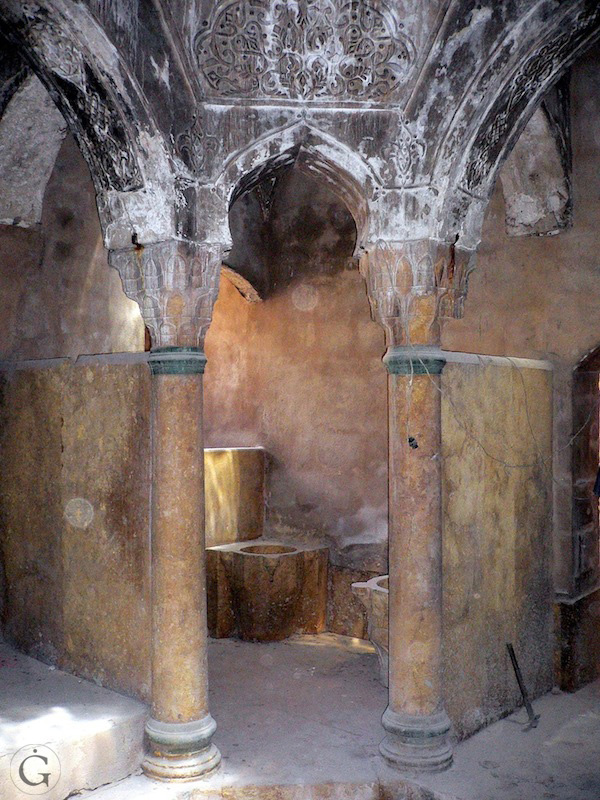
Le hammam

Le hammam, dans l’angle nord-ouest, présente un plan comparable à celui d’un bain public, mais simplifié car la grande qâ‘a servait de salle de déshabillage, de repos, de convivialité avant et après le bain.
Les cuisines et autres communs, écuries, greniers et entrepôts de provisions devaient être au nord-est et au sud de la maison, accessibles depuis les ruelles qui limitent le quartier au nord et au sud.

## Les surélévations duXIXesiècle

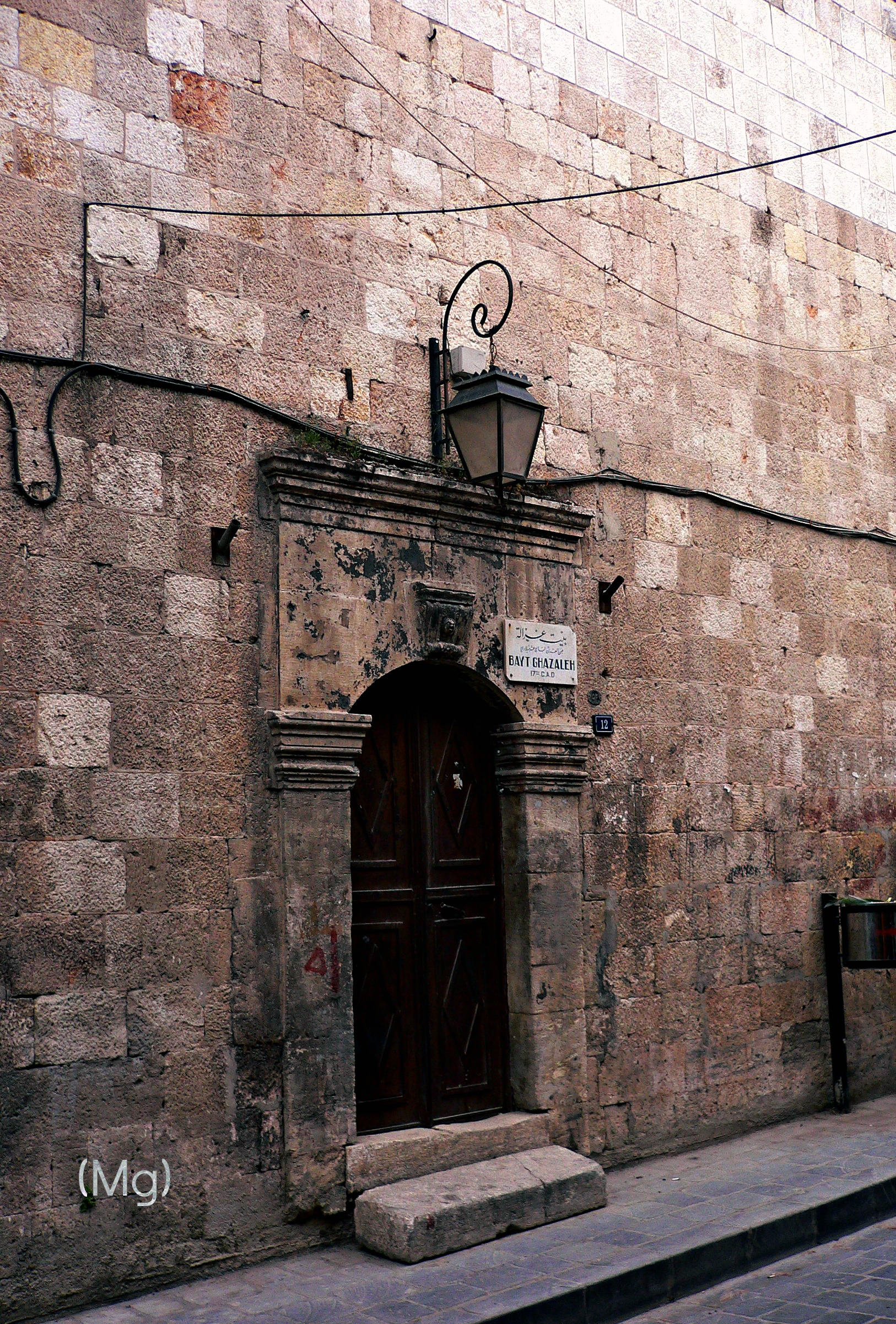
Façade de la Maison Ghazaleh d'Alep

Des changements importants ont été réalisés au XIXe siècle. On notera l'ajout de pièces à l’étage de l’aile nord (datée grâce à une inscription de 1880). L’entrée sud, sur l’impasse Chtammâ, est datée de 1304/1887 et marque un important réaménagement inspiré des appartements consulaires des caravansérails urbains d'Alep (voir souk d'Alep) et de l’architecture des ambassades de la capitale ottomane.

## Les pièces "manquantes"
Au cours du XIXe siècle, les changements dans le mode de vie domestique et l’introduction du mobilier occidental ont finalement entraîné l’abandon de ces demeures par les familles de l’aristocratie qui en avaient hérité. La transformation de la maison Ghazaleh en école a été en même temps un facteur de destruction et de préservation (si elle a permis la préservation de la structure de la maison, elle a eu pour conséquence la disparition de la plupart de ses décors). De ses exceptionnelles boiseries ne restent aujourd'hui que les éléments qui ont été démembrés et vendus à des particuliers ou à des musées, d’autres, faute d’avoir été intégrés à des collections, sont sans doute irrémédiablement perdus ou détruits.

## Études et travaux avant la guerre civile

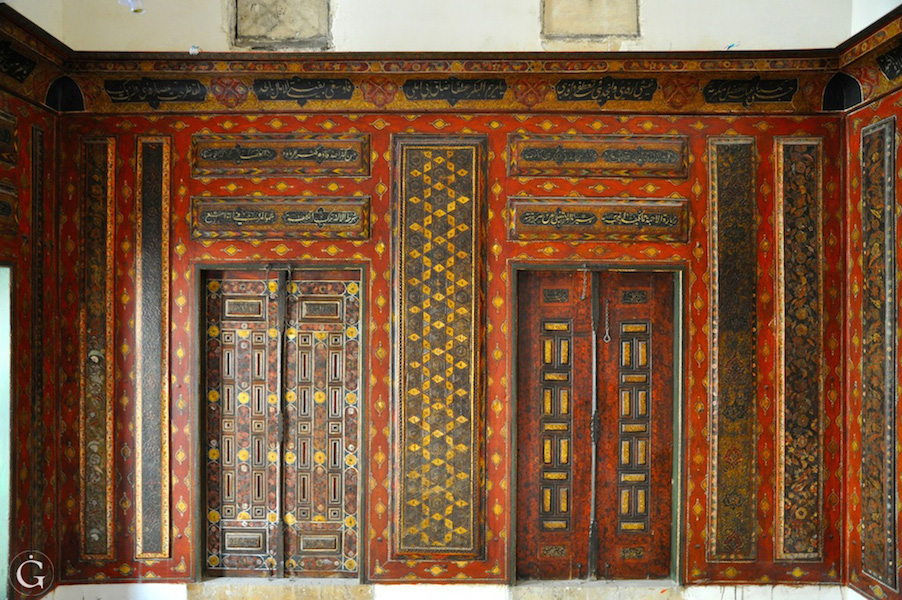
Panneaux en bois de la qoubba jouxtant l'Iwan

De 2007 à 2011, la Direction Générale des Antiquités et des Musées a réalisé une importante campagne de restauration de la maison en vue de sa transformation en musée dédié à la mémoire de la ville d'Alep. Les travaux de restauration ont consisté notamment en la réfection d'une partie des panneaux décoratifs par des artisans damascènes.
En parallèle, une étude scientifique de la maison a été lancée par des descendants de la famille Ghazalé. L'étude  comprend une recherche historique sur le quartier et la maison, une analyse stylistique de ses éléments décoratifs et un relevé architectural détaillé permettant d'établir une chronologie précise détaillant l'évolution de la maison depuis sa réalisation.

## Depuis la guerre civile

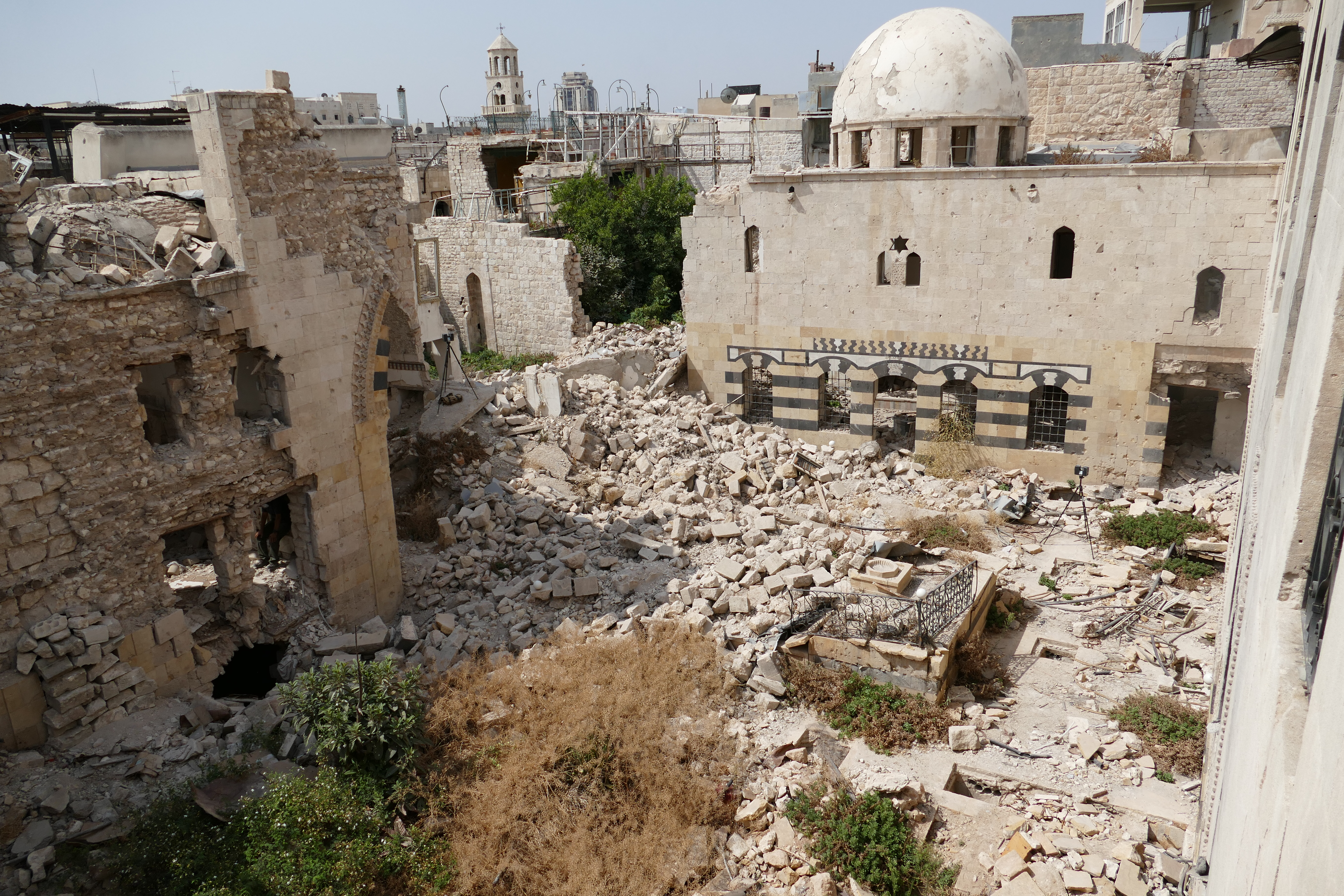
Photo d'évaluation des dégâts de Beit Ghazaleh pour l'UNESCO et DGAM (Art Graphique & Patrimoine, septembre 2017)

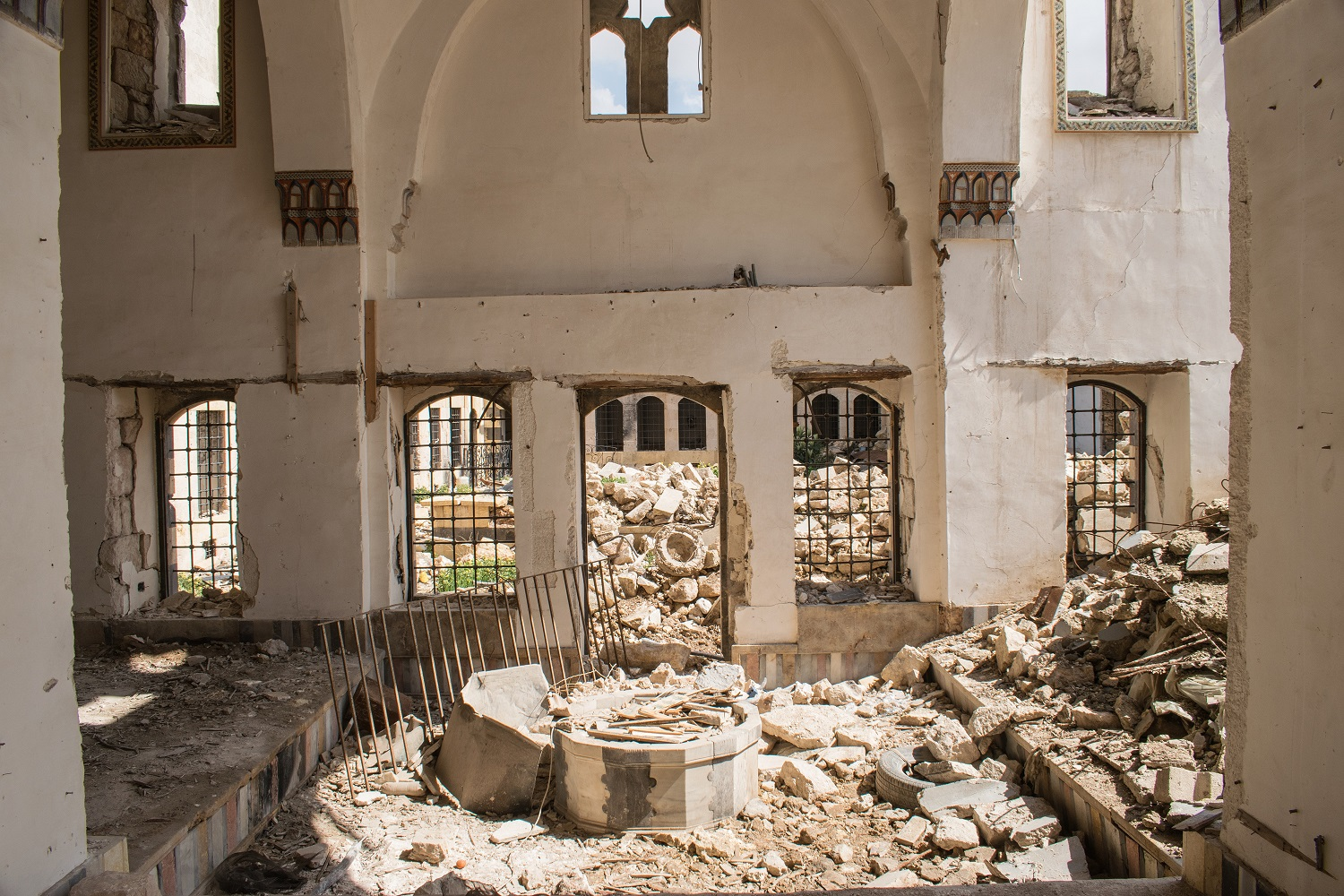
Beit Ghazaleh après les pillages et les explosions

Depuis la guerre civile syrienne, la maison se trouve à la limite d'une zone de combat entre 2012 et 2016. La maison est endommagée et plusieurs éléments décoratifs sont volés par des milices,,. En novembre 2017, l'UNESCO a achevé une étude de haute précision afin de faciliter la poursuite de l'étude, la protection et la consolidation d'urgence de la structure de cette résidence d'époque ottomane présentant un intérêt pour le patrimoine architectural de l'humanité,,.
En janvier 2021, une demande a été soumise pour que Beit Ghazaleh soit ajouté à la World Monument List. Des travaux d'urgence pour protéger la structure de la maison ont aussi commencé en 2021.
Sa structure a encore été touchée par un tremblement de terre en 2023.

## Galerie

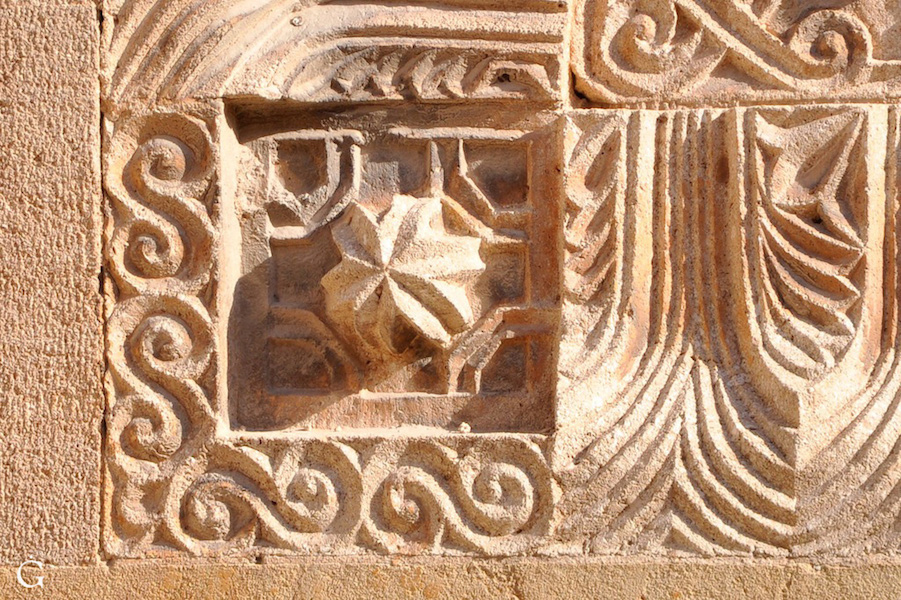
Travail de la pierre sur la façade nord
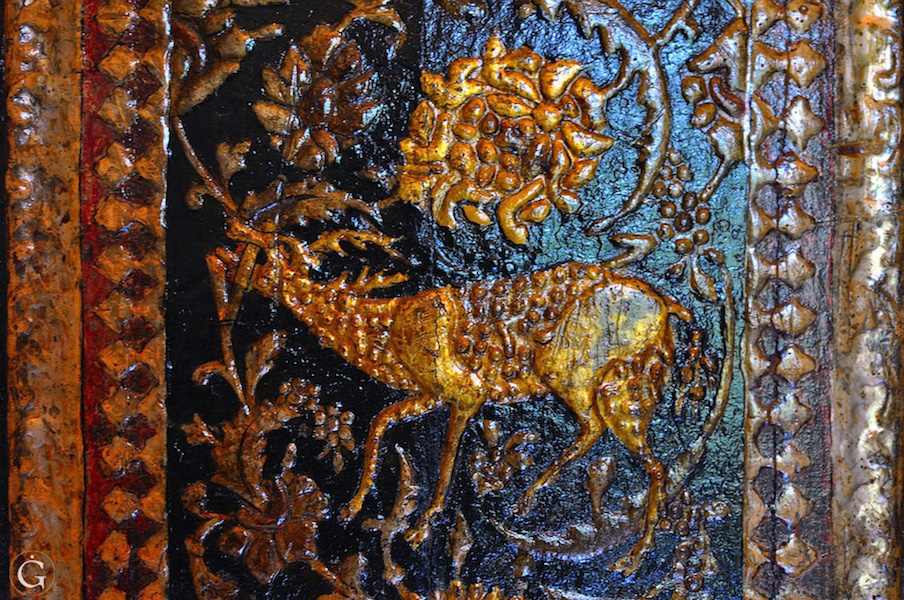
Les gazelles de la maison Ghazaleh exposées au musée Mouawad (collection Pharaon) à Beyrouth
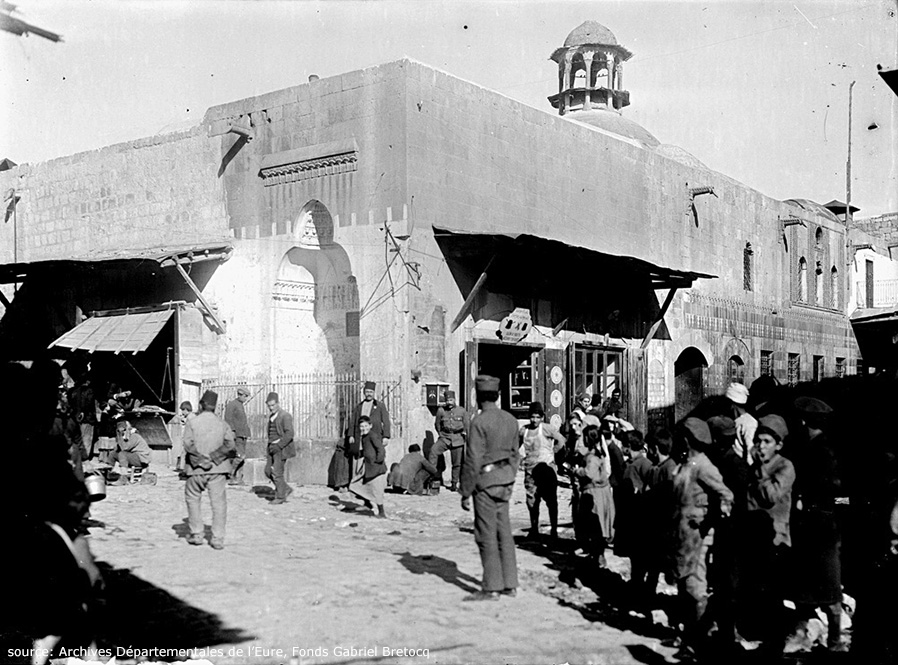
Carrefour Jdeidé-Salibé à Alep vers 1920
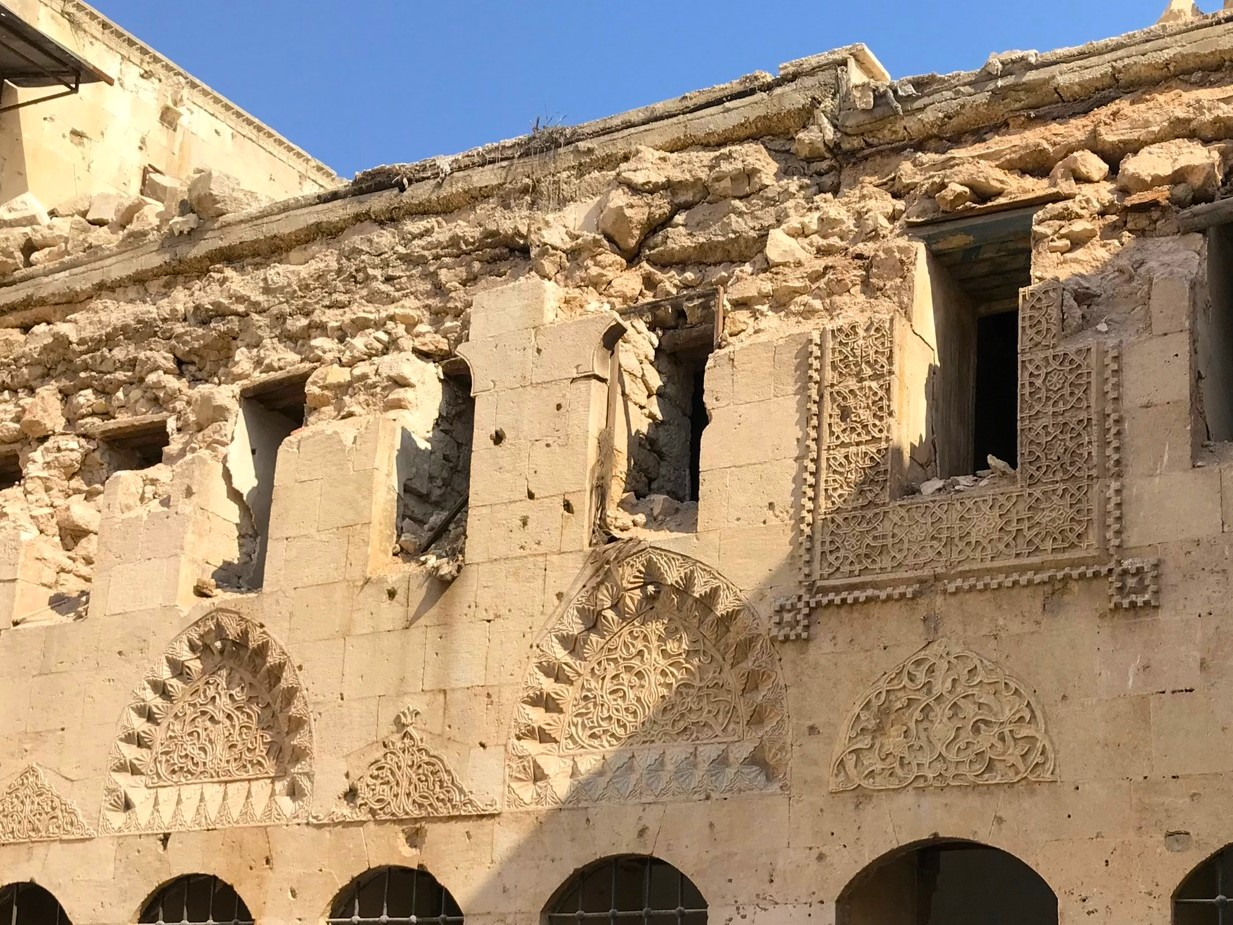
Dommages causés par le tremblement de terre à Beit Ghazaleh à Alep en 2023